# Playa de Los Boliches

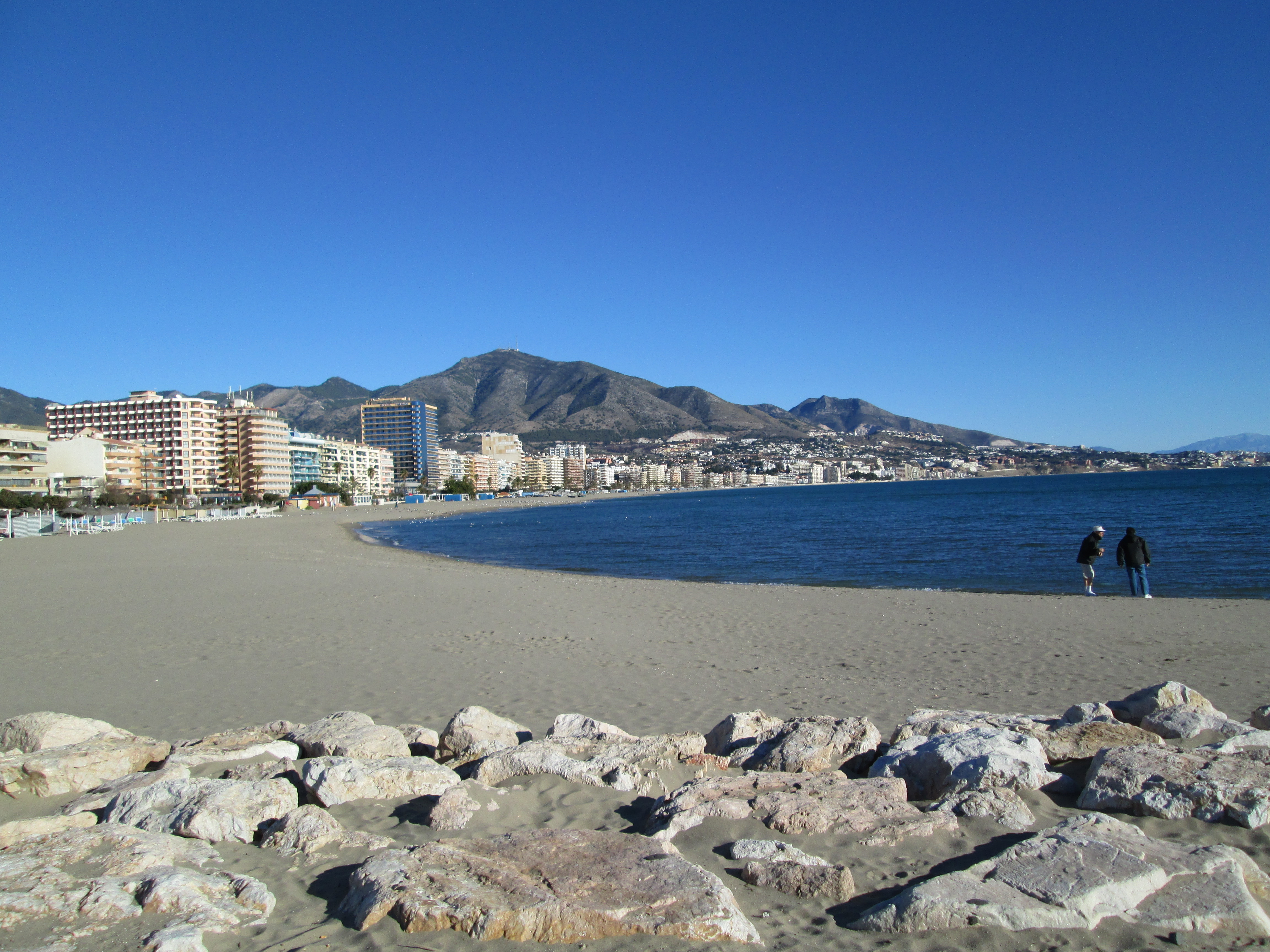
Captura de la Playa de los Boliches

La Playa de Los Boliches es una playa de Fuengirola, en la Costa del Sol de la provincia de Málaga, Andalucía, España. Se trata de una playa urbana de arena oscura y aguas tranquilas situada en el barrio de Los Boliches. Tiene unos 1.100 metros de longitud y unos 40 metros de anchura media y es accesible desde el paseo marítimo. Es una playa con un nivel alto de ocupación y con los servicios propios de las playas urbanas.